# Eliurus minor
Eliurus minor är en däggdjursart som beskrevs av Major 1896. Eliurus minor ingår i släktet Eliurus och underfamiljen Madagaskarråttor. IUCN kategoriserar arten globalt som livskraftig. Inga underarter finns listade i Catalogue of Life.
Denna gnagare förekommer främst på östra Madagaskar. Den vistas i låglandet och i bergstrakter upp till 1875 meter över havet. Habitatet utgörs av skogar. Individerna klättrar i växtligheten och går ibland på marken. Per kull föds upp till fyra ungar.
Med en kroppslängd (huvud och bål) av 10,7 till 11,9 cm och en svanslängd av cirka 13 cm är arten minst i släktet Eliurus. Den väger 29 till 41 g och har gråbrun till kanelbrun päls på ovansidan med några mörkare hår inblandade, undersidan är allmänt ljusare. Hela pälsen är mjuk och tät. Svansen har en mörkbrun till svart färg.
Arten hittades i träd med frukter och med kokosnöt. Dessutom upptäcktes några frön utsprid på marken tillsammans med gnagaren. Därför antas att djuret äter frukter, kokosnöt och frön. Parningen sker under november och december (sommar på södra jordklotet).